# 苻登
秦高帝苻登（343年—394年），字文高，略陽臨渭（今甘肅秦安）氐族人，十六国前秦皇帝，苻堅族孫，建節將軍苻敞之子。在苻堅遭後秦君主姚萇殺害後，苻登曾領率氐族殘餘力量於關隴地區對抗後秦，後更被擁立為前秦皇帝。苻登起初屢次獲勝，但終敗給後秦，更遭俘殺。死後獲上廟號太宗，諡高皇帝。

## 生平

### 早年事跡
苻登年輕時就勇猛威武，有雄壯的氣慨，但為人粗豪好險而不修小節，並不受苻堅重視。苻登長大成人後卻一改舊習，謹慎厚道，亦看典籍。苻堅曾以其為殿上將軍、羽林監、揚武將軍、長安令，後來因過失被降為狄道長。

### 西奔河州
淝水之戰後，關中地區大亂，苻登逃到河州牧毛興駐守的枹罕（今甘肅臨夏市）。苻登兄苻同成是毛興的長史，於是請毛興以苻登任其司馬。苻登當時表現得器量不凡，喜歡設奇謀，而他對事物的分析連毛興也十分佩服，然而卻因受毛興所憚而沒有獲重用。
前秦太安二年（386年），時與後秦姚碩德對抗的毛興亦同時與同屬前秦的益州牧王廣及秦州牧王統作戰，頻繁的戰事令厭戰的氐人將其殺害。毛興臨死時就表示苻登能夠消滅姚碩德。同年七月，苻登獲眾人推舉，取代被指年老的氐豪衞平統領原毛興部眾，自稱使持節、都督隴右諸軍事、撫軍大將軍、雍河二州牧、「略陽公」，並即率兵五萬攻佔南安(今甘肅隴西東南)，又派使者向當時前秦皇帝苻丕請求任命。苻丕亦應其自稱授官，並以其為征西大將軍、開府儀同三司、南安王。苻登佔據南安後獲當地胡、漢共三萬多戶歸附，聲勢漸盛，於是進攻姚碩德，並在胡奴阜大敗前往救援的姚萇，更令其身受重傷。

### 即位為帝
十月，苻丕進攻洛陽時被東晉將領所殺，當時苻丕子苻懿及苻昶都被帶到南安，苻登於是打算立苻懿為帝。但部眾都力勸苻登立長君，並指出非苻登一人不可。苻登於是即位為帝，改元「太初」，立了苻懿為太弟。
當時前秦宗室苻纂為另一軍事力量，他支持苻登令前秦聲勢大盛，並曾與楊定於涇陽（今陝西涇陽縣）大敗姚碩德，更圖謀攻取後秦都城長安。不過苻纂不久卻因不肯自立為帝而遭其弟苻師奴殺害，苻師奴亦遭姚萇擊敗，部眾遭後秦吸納，進攻長安行動亦告吹。

### 屢攻後秦
太初三年（388年）二月，苻登與姚萇各據朝那（今寧夏彭陽縣）及武都相持不下，互有勝負。當時關西豪傑見後秦久久不能消滅前秦勢力，很多都轉歸前秦。姚萇終於十月退還根據地安定，苻登亦到新平取軍糧以解軍中饑饉的狀況，並自率萬餘人兵圍姚萇軍營，四面以哭聲震動其軍心；不過姚萇亦命軍人以哭聲回應，苻登見不成功就退兵。
太初四年（389年），苻登在大界留下輜重，自率萬多名輕騎兵進攻安定，先後擊敗安定羌密造保及後秦將吳忠等，並於八月進逼安定。但姚萇卻奇兵夜襲大界，殺害留守的毛氏並擒獲數十名名將，擄掠五萬多人。苻登見此唯有退守根據地胡空堡（今陝西省彬縣西南）。太初六年（391年），苻登因苟曜作為內應而進攻後秦，並擊敗姚萇，殺後秦將吳忠，但姚萇立刻重整軍勢再戰，苻登這次大敗，退兵至郿縣（今陝西眉縣）。同年苻登先後進攻新平及安定，但都遭姚萇擊敗。而當時氐族人強金槌叛歸後秦，兩年前勇略過人的羌人雷惡地亦因遭苻登所忌憚而出奔後秦，次年驃騎將軍沒弈干亦叛降後秦，這些事件都削弱了苻登的力量。
太初七年（392年），苻登以姚萇患病而出兵安定，但在城外九十多里就遭姚萇所派的軍隊攻擊，被逼退還；而姚萇更特意在夜裏命軍隊旁出跟隨苻登軍，苻登聽聞姚萇軍營空無一人，驚懼得說：「他究竟是甚麼人，離開時我不知道，來到時我亦不察覺，人說他快死了，突然又來了。朕和這個羌人活在同一年代，根本是不幸。」

### 兵敗遇害
太初九年（394年），苻登知姚萇已死，於是十分高興，並盡率大軍進攻後秦。至夏季，苻登進攻廢橋以得水源，但為後秦將尹緯所阻，部分士兵更渴死。苻登因而急攻尹緯，而尹緯卻大敗苻登，兵眾潰散，苻登單騎逃返原由其弟苻廣留守的雍城（今陝西鳳翔縣南）卻發現苻廣已棄城，另一根據地胡空堡亦遭留守的太子苻崇所棄，苻登無處容身，只有逃到平涼（今甘肅平涼市），收集部眾據守馬髦山。苻登及後向乞伏歸求救，得其命乞伏益州領兵救援，卻就在七月苻登率兵迎接乞伏益州時就遇上後秦軍，苻登被生擒並處決，享年五十二歲。
其子苻崇在湟中稱帝，追諡苻登為高皇帝，上廟號太宗。

## 逸事
苻登與後秦軍作戰多年，其為史傳所載的生平事跡多為他在軍旅中的事跡。
- 苻登取代衞平後，銳意出兵，但當年天旱，兵眾都吃不飽，苻登於是都將戰爭中殺死的敵軍都叫做「熟食」，更向軍人說：「你們早上作戰，黃昏就能吃飽肉了，還怕飢餓麼！」士兵於是就吃屍肉為生，吃飽後都有氣力戰鬥，逼得姚萇急召姚碩德：「你再不回来，就要被苻登吃光了。」姚硕德于是从下陇逃走投奔姚苌。
- 苻登曾在軍中設苻堅神主，每次作戰或有所決定都會向其稟告。而苻登即皇帝位後要出兵後秦，亦向苻堅稟告，發言後欷歔流涕，更感染了將士們，令他們都在鎧甲和矛上都刻上「死休」二字，以作至死方休之志。立神主一事甚至令時屢敗的姚萇認為這真是苻堅神助，也一度在軍中設了苻堅像。

## 家庭

### 妻子
- 毛皇后，在大界被後秦軍所俘，因堅拒為姚萇所納而被殺。
- 李皇后，苻登死後被姚興賜給姚晃。

### 兄弟
- 苻同成，苻登兄，封潁川王，曾任司徒及太尉
- 苻廣，苻登弟，封安成王，曾任中書監及司徒。

### 子
- 苻崇，初封東平王，後立為太子，苻登死後即位為帝。
- 苻弁，封南安王，與毛皇后於大界遭後秦軍所殺。
- 苻尚，封北海王，與毛皇后於大界遭後秦軍所殺。
- 苻宗，封汝陰王，苻登於馬髦山時曾出使向乞伏乾歸求救。

## 延伸阅读
[在维基数据编辑]
 《晉書/卷115》，出自房玄齡《晉書》